# Vestfossen
Vestfossen est un village de Norvège situé dans la municipalité de Øvre Eiker, dans le comté de Buskerud.

## Personnalités notables
- Kjell Hovda (né en 1945), biathlète
- Per Olaf Lundteigen (en) (né en 1953), parlementaire
- Arne Nævra (en) (né en 1953), photographe
- Sigurd Simensen (en) (1888-1969), syndicaliste et éditeur
- Dagfinn Stenseth (en) (1936-2019), diplomate